# Lethe (vlinder)
Lethe is een geslacht van vlinders uit de familie Nymphalidae.

## Soorten
- L. albolineata (Poujade, 1884)
- L. andersoni (Atkinson, 1871)
- L. arete Cramer, 1780
- L. argentata Leech, 1891
- L. armandina (Oberthür, 1881)
- L. atkinsonia (Hewitson, 1876)
- L. baileyi South, 1913
- L. baladeva (Moore, 1865)
- L. baucis Leech, 1891
- L. bhairava (Moore, 1857)
- L. bojonia Fruhstorfer, 1913
- L. brisanda de Nicéville, 1886
- L. butleri Leech, 1889
- L. callipteris Butler, 1877
- L. camilla Leech, 1891
- L. confusa Aurivillius, 1897
- L. cybele Leech
- L. cyrene Leech, 1890
- L. chandica (Moore, 1857)
- L. christophi Leech, 1891
- L. dakwania Tytler, 1939
- L. darena (Felder, 1867)
- L. daretis (Hewitson, 1863)
- L. dejeani Oberthür, 1894
- L. delila Staudinger, 1896
- L. diana (Butler, 1866)
- L. distans Butler, 1870
- L. dora Staudinger, 1896
- L. drypetis (Hewitson, 1863)
- L. dura (Marshall, 1882)
- L. dynsate (Hewitson, 1863)
- L. dyrta (Felder, 1867)
- L. europa Fabricius, 1775
- L. eurydice Linnaeus, 1763
- L. fumosus Leussler, 1916
- L. gemina Leech, 1891
- L. goalpara (Moore, 1865)
- L. gracilis (Oberthür, 1886)
- L. gulnihal de Nicéville, 1887
- L. hecate Leech, 1891
- L. helena Leech, 1891
- L. helle (Leech, 1891)
- L. insana (Kollar, 1844)
- L. insularis Fruhstorfer, 1911
- L. irma Evans, 1923
- L. jalaurida (de Nicéville, 1880)
- L. kabrua (Tytler, 1914)
- L. kanjupkula Tytler, 1914
- L. kansa (Moore, 1857)
- L. kinabalensis Okubo, 1979
- L. labyrinthea Leech, 1890
- L. lanaris Butler, 1877
- L. laodamia Leech, 1891
- L. latiaris (Hewitson, 1863)
- L. luteofasciata (Poujade, 1884)
- L. maitrya de Nicéville, 1880
- L. manthara (Felder, 1867)
- L. manzorum (Poujade, 1884)
- L. margaritae Elwes, 1882
- L. marginalis Motschulsky, 1860
- L. mataja Fruhstorfer, 1908
- L. mekara (Moore, 1857)
- L. minerva Fabricius, 1775
- L. moelleri (Elwes, 1887)

- L. monilifera Oberthür, 1923
- L. naga Doherty, 1889
- L. nicetas (Hewitson, 1863)
- L. nicetella de Nicéville, 1887
- L. nicevillei (Evans, 1924)
- L. nigrifascia Leech, 1890
- L. ocellata (Poujade, 1885)
- L. oculatissima (Poujade, 1885)
- L. perimede Staudinger, 1895
- L. procne (Leech, 1891)
- L. proxima Leech, 1892
- L. ramadeva (de Nicéville, 1887)
- L. rohria Fabricius, 1787
- L. samio (Doubleday, 1849)
- L. satyavati de Nicéville, 1880
- L. satyrina Butler, 1871
- L. scanda (Moore, 1857)
- L. serbonis (Hewitson, 1876)
- L. sicelis (Hewitson, 1862)
- L. siderae Marshall, 1880
- L. siderea Marshall, 1880
- L. sidonis (Hewitson, 1863)
- L. sinorix (Hewitson, 1863)
- L. sura (Doubleday, 1849)
- L. syrcis (Hewitson, 1863)
- L. titania Leech, 1891
- L. trimacula Leech, 1890
- L. tristigmata Elwes, 1887
- L. vaivarta Doherty, 1886
- L. verma (Kollar, 1844)
- L. vindhya (Felder, 1859)
- L. violaceopicta (Poujade, 1884)
- L. visrava (Moore, 1865)
- L. yantra Fruhstorfer, 1914
- L. zachara Fruhstorfer